# Martin Lister
Martin Lister (Radclive, perto de Buckingham, 1639 — Epson, 2 de fevereiro 1712) foi um naturalista e médico inglês. Era sobrinho de Sir Matthew Lister, médico de Ana de Dinamarca, esposa de Jaime I, e de Carlos I.

## Biografia

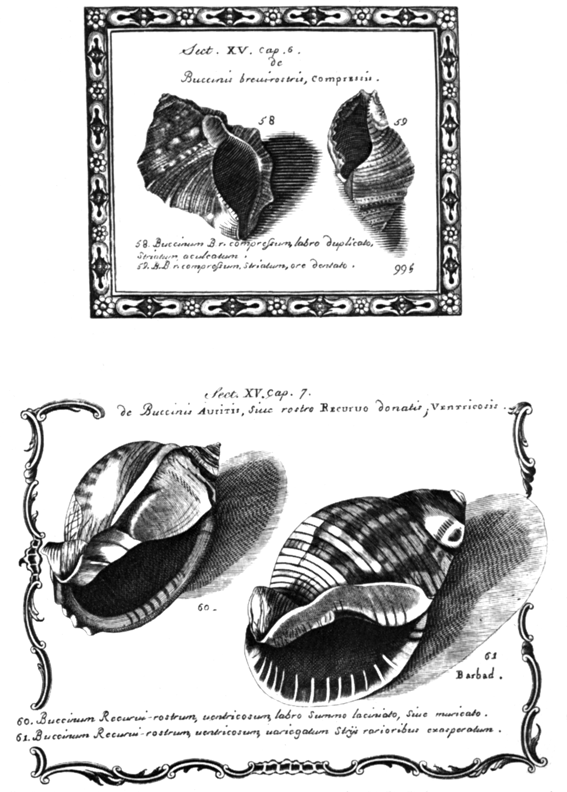
Ilustrações em "Historiae Conchyliorum" (1691).

Fez seus estudos no St John's College de Cambridge de 1655 até 1658 ou 1659. Exerceu a prática da medicina em York até 1683, data em que transferiu-se para Londres. Em 1671 foi aceito como F.R.S. na Royal Society. Em 1684 recebeu o grau de MD ("doutor em medicina") pela Universidade de Oxford.
Martin Lister colaborou com numerosos artigos sobre história natural, medicina e arqueologia na revista da Royal Socieyy, "Philosophical Transactions". Seus principais trabalhos foram "Historiae animalium Angliae tres tractatus" (1678); "Historiae Conchyliorum" (1685-1692) e "Conchyliorum Bivalvium" (1696).
Na obra "Historiae animalium Angliae tres tractatus" tratou sobre os invertebrados britânicos, os moluscos e também sobre as aranhas.
Em 1669, publicou numa tiragem muito limitada de "De Cochleis", onde apresentou numerosas espécies de conchas exóticas. Partindo do grande número de conchas que dispunha, começou então um vasto trabalho de ilustração de todas as espécies fósseis ou atuais que pode encontrar. Na primeira edição de "Historiae Conchyliorum" (1685-1692) milhares de espécies foram ilustradas, sem nenhum texto fora das curtas legendas. Nesta obra todas as espécies são facilmente reconhecíveis, com a indicação das localidades de procedência e não arranjadas aleatoriamente. As ilustrações das conchas foram organizadas em grandes grupos de acordo com o seu aspecto:
| 1. Uma cor 2. Raia preta 3. Ondulação transversal 4. Com uma banda 5. Manchado de preto | 1. Manchado de branco 2. Nervuras transversais 3. Superfície granulosa 4. Abertura lisa ou não dentada 5. Sem espiral |

Lister publicou, em Londres, três trabalhos sobre a anatomia dos moluscos: "Exercitatio anatomica…" (1694), "Exercitatio anatomica altera…" (1695) e "Conchyliorum bivalvium… exercitatio anatomica tertia…" (1699). Mostrou que a anatomia dos moluscos segue regras constantes. A intenção de Lister era juntar na sua obra "Historiae Conchyliorum" a descrição anatômica das "familles" que descrevia, porém não teve o tempo necessário para realizar o seu propósito.
As ilustrações de suas obras foram em grande parte assinadas por suas duas filhas, Susanna e Anna.
Como concologista foi levado em alta consideração, embora reconhecesse a semelhança dos fósseis de moluscos com os espécimes atuais, porém considerando-os como imitações inorgânicas produzidas nas rochas. Provavelmente foi o primeiro a estudar os moluscos cientificamente.
O interesse de Lister não ficou apenas no campo da história natural. Apresentou, em 1683, para a Royal Society uma proposta de um novo tipo de mapa geográfico que levaria em conta a natureza do solo, principalmente para revelar a presença de areias ou de argilas. Foi um dos primeiros a sublinhar a importância dos mapas geológicos. Em 1705, editou em Londres uma versão com anotações do tratado de Apicius.
O gênero botânico Listera da família das Orchidaceae e o cume Dorsa Lister na lua foram nomeados em sua homenagem.

## Obras

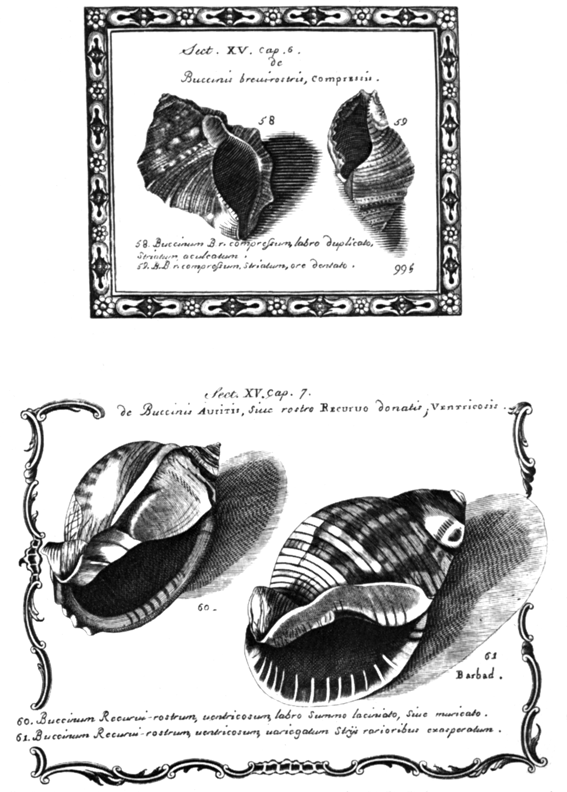
Plate from Historiae Conchyliorum (1691).

- Histories Animalium Angliae tres tractatus, &ct, 1678.
- Goedartii Historia Insectorum cum notis, 1682.
- De Fontibus medicinalibus Angliae, 1682.
- Historiae Conchyliorum, 1685
- Exercitatio Anatomica, in qua de Cochlcis agitur, 1694.
- Exercitatio anatomica, in qua de cochleis, maxime terrestribus et limacibus, agitur (em latim). London: Samuel Smith & Benjamin Walford. 1694
- Cochlearum ct Linacum exercitatio Anatomica,,, 1695.
- Conchyliorum bivalvium utriusque aquae exercitatio Anatomica tertia, 1696.
- Conchyliorum bivalvium utriusque aquae exercitatio anatomica tertia (em latim). London: [s.n.] 1696
- Exercitationes Medicinales, &tc, 1697.
- Journey to Paris, c. 1699